# Keisen
Keisen (japanska: 桂川町?, Keisen-machi) är en landskommun (köping) i Fukuoka prefektur i Japan. 